# Суперкубок Англії з футболу 1966
Суперкубок Англії з футболу 1966 — 44-й розіграш турніру. Матч відбувся 13 серпня 1966 року між чемпіоном Англії «Ліверпуль» та володарем кубка країни «Евертон».
| Володар Суперкубка Англії 1966 |
| ------------------------------ |
|                                |
| «Ліверпуль» Третій титул       |

## Учасники
| Клуб        | Участей | Роки (жирним виділено перемоги) |
| ----------- | ------- | ------------------------------- |
| «Ліверпуль» | 3       | 1922, 1964, 1965                |
| «Евертон»   | 4       | 1928, 1932, 1933, 1963          |

## Матч

### Деталі
| 13 серпня 1966 |

| «Ліверпуль» | 1–0      | «Евертон» |
| ----------- | -------- | --------- |
| Гант 9'     | Протокол |           |

| Гудісон Парк, Ліверпуль Глядачів: 63 329 Арбітр: Джек Тейлор |

|  |  |

| В                |  | Томмі Лоуренс   |
| З                |  | Кріс Ловлер     |
| З                |  | Джеррі Берн     |
| З                |  | Рон Ітс (к)     |
| З                |  | Томас Сміт      |
| ПЗ               |  | Іан Каллаган    |
| ПЗ               |  | Віллі Стівенсон |
| ПЗ               |  | Джеф Стронг     |
| ПЗ               |  | Пітер Томпсон   |
| ПЗ               |  | Роджер Гант     |
| Н                |  | Іан Сент-Джон   |
| Головний тренер: |  |                 |
| Білл Шенклі      |  |                 |

| В                |  | Гордон Вест      |
| З                |  | Томмі Райт       |
| З                |  | Браян Лебоун (к) |
| З                |  | Рей Вілсон       |
| ПЗ               |  | Джиммі Габріел   |
| ПЗ               |  | Геррі Гловер     |
| ПЗ               |  | Алекс Скотт      |
| ПЗ               |  | Майк Требілкок   |
| ПЗ               |  | Колін Гарві      |
| Н                |  | Алекс Янг        |
| Н                |  | Дерек Темпл      |
| Головний тренер: |  |                  |
| Гаррі Каттерік   |  |                  |